# Avenue Daumesnil
Avenue Daumesnil je ulice v Paříži. Nachází se ve 12. obvodu a ve městě Saint-Mandé.

## Poloha
Ulice prochází celým 12. obvodem. Začíná u křižovatky s Rue de Lyon a Rue Ledru-Rollin nedaleko Place de la Bastille. Pokračuje východním směrem v délce 3,4 km až do Saint-Mandé a do Bois de Vincennes. Následně vede přes 3,3 km severní částí lesa (kde tvoří jižní hranici se Saint-Mandé) až k zámku Vincennes.
Se svými 6270 metry (včetně území města Saint-Mandé a kromě rychlostní silnice) se jedná o nejdelší ulici v Paříži. Nejdelší běžnou ulicí v Paříži je pak Rue de Vaugirard se 4360 m.
Číslování budov začíná od západu od Rue de Lyon. V Paříži jsou lichá čísla 1 až 295 a sudá 4 až 284. V Saint-Mandé mají domy čísla 1 až 55.

## Historie
V rámci přestavby Paříže během Druhého císařství byla dne 16. dubna 1859 vytyčena nová ulice pod názvem Avenue de Vincennes mezi Place de la Bastille a bývalou pevností Reuilly bariéra (na místě dnešního Place Félix-Éboué). Úsek od Rue de Lyon (která měla být zahrnuta do vznikající avenue) k Rue de Charenton vedoucí podél železniční tratě z Paříž-Bastille do Boissy-Saint-Léger (Viaduc des Arts) byl otevřen v roce 1859. Tím zanikla menší část Rue Terres-Fortes (dnešní Rue Lacué) a celá ulice Rue Beccaria umístěná severně od věznice Mazas. Avenue se poté oddělila od železnice a vedla k bývalé pevnosti Reuilly.
V roce 1862 byla avenue prodloužena od bývalé pevnosti Reuilly k Porte de Picpus (posléze Porte Dorée na Place Édouard-Renard). Avenue pokračovala až k Bois de Vincennes na místě staré cesty, která před rozšířením Paříže představovala hranici mezi obcemi Bercy a Saint-Mandé. Avenue byla prodloužena až k zámku při přestavbě Bois de Vincennes, kterou vedli Jean-Charles Alphand a Jean-Pierre Barillet-Deschamps. Poslední úsek vedl do Saint-Mandé po staré cestě, která se objevuje již na mapě z roku 1730.
Avenue byla v roce 1864 přejmenována na počest generála Pierre Daumesnila (1776–1832), který bránil zámek Vincennes v letech 1814 a 1815. Když byl v roce 1929 Bois de Vincennes oficiálně připojen k Paříži, byla část ulice procházející lesem začleněna do pařížské silniční sítě.

## Významné stavby a pamětihodnosti
- Viaduc des Arts – původní viadukt vybudovaný pod názvem viaduc Daumesnil sloužil železniční tratě ze stanice Bastille (dnes nahrazena stejnojmennou operou) do Boissy-Saint-Léger. Na viaduktu se nachází veřejný park Coulée verte René-Dumont.
- dům č. 109-113: Petit Musée de l'Argenterie
- dům č. 130: radnice 12. obvodu
- dům č. 181: Gare de Reuilly
- dům č. 186: hlavní vstup do kostela svatého Ducha
- mezi domy č. 265 a 267 na severovýchodní straně a 266 a 268 na jihozápadní straně protíná avenue most bývalé tratě Petite Ceinture.
- dům č. 293: Palais de la Porte Dorée
- Zoologická zahrada v Paříži